# Saint-Martin-du-Mont, Ain
Saint-Martin-du-Mont là một xã ở tỉnh Ain, vùng Auvergne-Rhône-Alpes thuộc miền đông nước Pháp.